# Torneo femenino de baloncesto 3×3 en los Juegos Olímpicos de París 2024
El torneo femenino de baloncesto 3x3 en los Juegos Olímpicos de París 2024 tuvo lugar en la Plaza de la Concordia,desde el 30 de julio hasta el 5 de agosto. Fue la segunda vez en la historia que se jugó el torneo femenino de 3x3 en unos Juegos Olímpicos, después su debut en Tokio en 2021. Alemania ganó el título tras derrotar a España en la final, mientras que Estados Unidos obtuvo la medalla de bronce al ganar a Canadá.

## Formato de competición
Los ocho equipos clasificados jugaron en formato liguilla. El primer y segundo equipo se clasificaron directamente para semifinales. Los equipos del 3 al 6 jugaron un playoff. Después de eso, se usó un sistema de eliminación directa. Además, los partidos solo se podían ganar de dos formas: el primer equipo en hacer 21 puntos o teniendo la puntuación más alta durante 10 minutos.

## Clasificación
| Método de clasificación                                                    | Fecha                  | Sede       | Plazas | Equipos clasificados   |
| -------------------------------------------------------------------------- | ---------------------- | ---------- | ------ | ---------------------- |
| País anfitrión                                                             | —                      | —          | 1      | Francia                |
| FIBA 3x3 World Ranking                                                     | 1 de noviembre de 2023 | —          | 2      | China Estados Unidos   |
| Torneo #1 de Clasificación Olímpica de Universalidad FIBA 3x3 2024 (UOQT1) | 12–14 de abril de 2024 | Hong Kong  | 1      | Azerbaiyán             |
| Torneo #2 de Clasificación Olímpica de Universalidad FIBA 3x3 2024 (UOQT2) | 3–5 de mayo de 2024    | Utsunomiya | 1      | Australia              |
| Torneo Clasificatorio Olímpico FIBA 3x3 2024                               | 16–19 de mayo de 2024  | Debrecen   | 3      | Alemania España Canadá |
| Total                                                                      |                        |            | 8      |                        |

## Calendario de competición
El calendario del torneo fue el siguiente.
| G | Fase de grupos | ¼ | Cuartos de final | ½ | Semifinales | B | Partido por medalla de bronce | F | Final por medalla de oro |

| Evento↓/Fecha → | Mar 30 | Mié 31 | Jue 1 | Vie 2 | Sáb 3 | Sáb 3 | Dom 4 | Lun 5 | Lun 5 | Lun 5 |
| --------------- | ------ | ------ | ----- | ----- | ----- | ----- | ----- | ----- | ----- | ----- |
| 3×3 Femenino    | G      | G      | G     | G     | G     | ¼     |       | ½     | B     | F     |

## Listado de jugadoras (rosters)
| Equipo         | Jugadoras          | Jugadoras             | Jugadoras         | Jugadoras               |
| -------------- | ------------------ | --------------------- | ----------------- | ----------------------- |
| Australia      | Anneli Maley       | Lauren Mansfield      | Marena Whittle    | Alex Wilson             |
| Azerbaiyán     | Marcedes Walker    | Alexandra Mollenhauer | Dina Ulyanova     | Tiffany Hayes           |
| Canadá         | Kacie Bosch        | Paige Crozon          | Katherine Plouffe | Michelle Plouffe        |
| China          | Chen Mingling      | Wang Ji Yuan          | Wang Lili         | Zhang Zhiting           |
| Francia        | Myriam Djekoundade | Laëtitia Guapo        | Hortense Limouzin | Marie-Ève Paget         |
| Alemania       | Svenja Brunckhorst | Sonja Greinacher      | Elisa Mevius      | Marie Reichert          |
| España         | Sandra Ygueravide  | Vega Gimeno           | Juana Camilión    | Gracia Alonso de Armiño |
| Estados Unidos | Cierra Burdick     | Dearica Hamby*        | Rhyne Howard      | Hailey Van Lith         |

En el equipo de Estados Unidos, Dearica Hamby reemplazó a Cameron Brink en el roster después de que la esta última jugadora se rompiera el ligamento cruzado anterior durante un partido de la temporada 2024 de la WNBA, el 18 de junio de 2024.

## Árbitros
Los siguientes árbitros fueron elegidos para el torneo.
- Shi Qirong
- Najib Chajiddine
- Edmond Ho
- Brigitta Csabai-Kaskötő
- Marek Maliszewski
- Vlad Ghizdareanu
- Jasmina Juras
- Kim Ga-in
- Eric Bertrand
- Markos Michaelides
- Deanna Jackson

## Resultados

### Tabla
| Pos. | Equipo         | PJ | G | P | GF  | GC  | DG  | Pts | Clasificación  |
| ---- | -------------- | -- | - | - | --- | --- | --- | --- | -------------- |
| 1    | Alemania       | 7  | 6 | 1 | 117 | 100 | +17 | 13  | Semifinales    |
| 2    | España         | 7  | 4 | 3 | 115 | 114 | +1  | 11  | Semifinales    |
| 3    | Estados Unidos | 7  | 4 | 3 | 108 | 109 | −1  | 11  | Clasificatoria |
| 4    | Canadá         | 7  | 4 | 3 | 129 | 112 | +17 | 11  | Clasificatoria |
| 5    | Australia      | 7  | 4 | 3 | 127 | 122 | +5  | 11  | Clasificatoria |
| 6    | China          | 7  | 2 | 5 | 107 | 123 | −16 | 9   | Clasificatoria |
| 7    | Azerbaiyán     | 7  | 2 | 5 | 106 | 123 | −17 | 9   |                |
| 8    | Francia (H)    | 7  | 2 | 5 | 99  | 105 | −6  | 9   |                |

 Fuente: FIBA
Criterios de clasificación: 1) Partidos ganados; 2) resultado de enfrentamiento directo; 3) puntos anotados.
Notas:
1. 1 2 3 4  España 2–1; Estados Unidos 2–1; Canadá 1–2; Australia 1–2. Se ordena por puntos totales anotados tras romper el primer empate.
2. 1 2 3  China 1–1; Francia 1–1; Azerbaiyn 1–1. Se ordena por puntos totales anotados.

### Resultados
Todos las horas son locales (UTC+2).
| 30 de julio de 2024 | Alemania                            | 17–13          | Estados Unidos          |                                                                                            |  |
| 17:30               |                                     |                |                         |                                                                                            |  |
|                     | Estadísticas Greinacher, Reichert 5 | Resultados Pts | Estadísticas Van Lith 6 | Pabellón: Plaza de la Concordia, París Árbitros: Markos Michaelides (SUI), Kim Ga-in (KOR) |  |

| 30 de julio de 2024 | Australia             | 14–22          | Canadá                     |                                                                                           |  |
| 18:00               |                       |                |                            |                                                                                           |  |
|                     | Estadísticas Wilson 6 | Resultados Pts | Estadísticas K. Plouffe 10 | Pabellón: Plaza de la Concordia, París Árbitros: Najib Chajiddine (FRA), Shi Qirong (CHN) |  |

| 30 de julio de 2024 | España                                  | 18–16          | Azerbaiyán            |                                                                                        |  |
| 21:00               |                                         |                |                       |                                                                                        |  |
|                     | Estadísticas Gimeno, Alonso de Armiño 5 | Resultados Pts | Estadísticas Hayes 10 | Pabellón: Plaza de la Concordia, París Árbitros: Edmond Ho (HKG), Dorothy Okatch (BOT) |  |

| 30 de julio de 2024 | Francia                 | 19–21          | China                | |  |
| 21:30               |                         |                |                      | |  |
|                     | Estadísticas Limouzin 6 | Resultados Pts | Estadísticas Chen 10 | Pabellón: Plaza de la Concordia, París Árbitros: Deanna Jackson (USA), Brigitta Csabai-Kaskötő (HUN) |  |

| 31 de julio de 2024 | Alemania                  | 19–21          | Australia              |                                                                                                |  |
| 17:30               |                           |                |                        |                                                                                                |  |
|                     | Estadísticas Greinacher 9 | Resultados Pts | Estadísticas Whittle 9 | Pabellón: Plaza de la Concordia, París Árbitros: Marek Maliszewski (POL), Dorothy Okatch (BOT) |  |

| 31 de julio de 2024 | Canadá                            | 21–11          | China               |                                                                                               |  |
| 18:00               |                                   |                |                     |                                                                                               |  |
|                     | Estadísticas Crozon, M. Plouffe 7 | Resultados Pts | Estadísticas Chen 5 | Pabellón: Plaza de la Concordia, París Árbitros: Deanna Jackson (USA), Najib Chajiddine (FRA) |  |

| 31 de julio de 2024 | España                    | 17–12          | Francia                         |                                                                                   |  |
| 21:00               |                           |                |                                 |                                                                                   |  |
|                     | Estadísticas Ygueravide 9 | Resultados Pts | Estadísticas cuatro jugadoras 3 | Pabellón: Plaza de la Concordia, París Árbitros: Shi Qirong (CHN), Kim Gain (KOR) |  |

| 31 de julio de 2024 | Estados Unidos       | 17–20          | Azerbaiyán            |                                        |  |
| 21:30               |                      |                |                       |                                        |  |
|                     | Estadísticas Hamby 7 | Resultados Pts | Estadísticas Hayes 11 | Pabellón: Plaza de la Concordia, París |  |

| 1 de agosto de 2024 | China                       | 15–21          | Australia              | |  |
| 09:00               |                             |                |                        | |  |
|                     | Estadísticas Wang Ji Yuan 5 | Resultados Pts | Estadísticas Wilson 11 | Pabellón: Plaza de la Concordia, París Árbitros: Deanna Jackson (USA), Brigitta Csabai-Kaskötő (HUN) |  |

| 1 de agosto de 2024 | Alemania                  | 19–15          | Canadá                                |                                                                                            |  |
| 09:30               |                           |                |                                       |                                                                                            |  |
|                     | Estadísticas Greinacher 8 | Resultados Pts | Estadísticas K. Plouffe, M. Plouffe 5 | Pabellón: Plaza de la Concordia, París Árbitros: Jasmina Juras (SRB), Dorothy Okatch (BOT) |  |

| 1 de agosto de 2024 | Azerbaiyán           | 10–15          | Francia                 |                                                                                                 |  |
| 12:30               |                      |                |                         |                                                                                                 |  |
|                     | Estadísticas Hayes 5 | Resultados Pts | Estadísticas Limouzin 5 | Pabellón: Plaza de la Concordia, París Árbitros: Dorothy Okatch (BOT), Markos Michaelides (SUI) |  |

| 1 de agosto de 2024 | Estados Unidos        | 15–17          | Australia             | |  |
| 13:00               |                       |                |                       | |  |
|                     | Estadísticas Howard 8 | Resultados Pts | Estadísticas Wilson 8 | Pabellón: Plaza de la Concordia, París Árbitros: Brigitta Csabai-Kaskötő (HUN), Jasmina Juras (SRB) |  |

| 1 de agosto de 2024 | China               | 14–11          | España                  |                                                                                                  |  |
| 18:00               |                     |                |                         |                                                                                                  |  |
|                     | Estadísticas Wang 5 | Resultados Pts | Estadísticas Camilión 7 | Pabellón: Plaza de la Concordia, París Árbitros: Vlad Ghizdareanu (ROU), Marek Maliszewski (POL) |  |

| 1 de agosto de 2024 | Alemania                             | 12–8           | Azerbaiyán                 |                                                                                   |  |
| 18:30               |                                      |                |                            |                                                                                   |  |
|                     | Estadísticas Brunckhorst, Reichert 4 | Resultados Pts | Estadísticas Mollenhauer 4 | Pabellón: Plaza de la Concordia, París Árbitros: Kim Ga-in (KOR), Edmond Ho (HKG) |  |

| 1 de agosto de 2024 | España                | 11–17          | Estados Unidos                  |                                                                                            |  |
| 21:30               |                       |                |                                 |                                                                                            |  |
|                     | Estadísticas Gimeno 5 | Resultados Pts | Estadísticas Howard, van Lith 5 | Pabellón: Plaza de la Concordia, París Árbitros: Shi Qirong (CHN), Marek Maliszewski (POL) |  |

| 1 de agosto de 2024 | Canadá                            | 13–9           | Francia                 |                                                                                    |  |
| 22:00               |                                   |                |                         |                                                                                    |  |
|                     | Estadísticas Crozon, K. Plouffe 4 | Resultados Pts | Estadísticas Limouzin 4 | Pabellón: Plaza de la Concordia, París Árbitros: Kim Ga-in (KOR), Shi Qirong (CHN) |  |

| 2 de agosto de 2024 | Alemania                | 18–15          | China               |                                                                                                |  |
| 09:00               |                         |                |                     |                                                                                                |  |
|                     | Estadísticas Reichert 7 | Resultados Pts | Estadísticas Chen 6 | Pabellón: Plaza de la Concordia, París Árbitros: Marek Maliszewski (POL), Dorothy Okatch (BOT) |  |

| 2 de agosto de 2024 | Australia              | 21–12          | Azerbaiyán           |                                                                                             |  |
| 09:30               |                        |                |                      |                                                                                             |  |
|                     | Estadísticas Whittle 8 | Resultados Pts | Estadísticas Hayes 6 | Pabellón: Plaza de la Concordia, París Árbitros: Deanna Jackson (USA), Dorothy Okatch (BOT) |  |

| 2 de agosto de 2024 | Australia              | 17–21          | España                            |                                                                                                |  |
| 12:30               |                        |                |                                   |                                                                                                |  |
|                     | Estadísticas Whittle 7 | Resultados Pts | Estadísticas Gimeno, Ygueravide 9 | Pabellón: Plaza de la Concordia, París Árbitros: Marek Maliszewski (POL), Deanna Jackson (USA) |  |

| 2 de agosto de 2024 | Francia                       | 13–14          | Estados Unidos       | |  |
| 13:00               |                               |                |                      | |  |
|                     | Estadísticas tres jugadoras 4 | Resultados Pts | Estadísticas Guapo 5 | Pabellón: Plaza de la Concordia, París Árbitros: Brigitta Csabai-Kaskötő (HUN), Marek Maliszewski (POL) |  |

| 2 de agosto de 2024 | Azerbaiyán            | 21–19          | China               |                                                                                            |  |
| 17:30               |                       |                |                     |                                                                                            |  |
|                     | Estadísticas Hayes 11 | Resultados Pts | Estadísticas Chen 8 | Pabellón: Plaza de la Concordia, París Árbitros: Markos Michaelides (SUI), Kim Ga-in (KOR) |  |

| 2 de agosto de 2024 | Estados Unidos        | 18–17          | Canadá                     |                                                                                          |  |
| 18:00               |                       |                |                            |                                                                                          |  |
|                     | Estadísticas Howard 7 | Resultados Pts | Estadísticas K. Plouffe 10 | Pabellón: Plaza de la Concordia, París Árbitros: Kim Ga-in (KOR), Najib Chajiddine (FRA) |  |

| 2 de agosto de 2024 | Canadá                     | 20–22          | España                     |                                                                                             |  |
| 21:00               |                            |                |                            |                                                                                             |  |
|                     | Estadísticas M. Plouffe 11 | Resultados Pts | Estadísticas Ygueravide 10 | Pabellón: Plaza de la Concordia, París Árbitros: Shi Qirong (CHN), Markos Michaelides (SUI) |  |

| 2 de agosto de 2024 | Alemania             | 14–13          | Francia                   |                                                                                           |  |
| 21:30               |                      |                |                           |                                                                                           |  |
|                     | Estadísticas Guapo 4 | Resultados Pts | Estadísticas Greinacher 7 | Pabellón: Plaza de la Concordia, París Árbitros: Shi Qirong (CHN), Vlad Ghizdareanu (ROU) |  |

| 3 de agosto de 2024 | Canadá               | 21–19          | Azerbaiyán                |                                                                                        |  |
| 17:30               |                      |                |                           |                                                                                        |  |
|                     | Estadísticas Hayes 9 | Resultados Pts | Estadísticas M. Plouffe 8 | Pabellón: Plaza de la Concordia, París Árbitros: Dorothy Okatch (BOT), Edmond Ho (HKG) |  |

| 3 de agosto de 2024 | España                          | 15–18          | Alemania                            |                                                                                           |  |
| 18:00               |                                 |                |                                     |                                                                                           |  |
|                     | Estadísticas Alonso de Armiño 5 | Resultados Pts | Estadísticas Greinacher, Reichert 5 | Pabellón: Plaza de la Concordia, París Árbitros: Najib Chajiddine (FRA), Shi Qirong (CHN) |  |

| 3 de agosto de 2024 | Francia              | 18–16          | Australia              |                                                                                           |  |
| 18:35               |                      |                |                        |                                                                                           |  |
|                     | Estadísticas Guapo 7 | Resultados Pts | Estadísticas Whittle 8 | Pabellón: Plaza de la Concordia, París Árbitros: Marek Maliszewski (POL), Kim Ga-in (KOR) |  |

| 3 de agosto de 2024 | China                     | 12–14          | Estados Unidos          |                                                                                                   |  |
| 19:05               |                           |                |                         |                                                                                                   |  |
|                     | Estadísticas Wan, Zhang 4 | Resultados Pts | Estadísticas Van Lith 6 | Pabellón: Plaza de la Concordia, París Árbitros: Markos Michaelides (SUI), Vlad Ghizdareanu (ROU) |  |

## Play offs

### Emparejamientos
|  | Clasificatoria | Clasificatoria |                |    | Semifinales | Semifinales       |                   |  | Medalla de oro | Medalla de oro |
|  |                |                |                |    |             |                   |                   |  |                |                |
|  |                |                |                |    |             |                   |                   |  |                |                |
|  |                |                |                |    |             |                   |                   |  |                |                |
|  |                |                |                |    |             |                   |                   |  |                |                |
|  | 5 de agosto    |                |                |    |             |                   |                   |  |                |                |
|  |                |                |                |    |             |                   |                   |  |                |                |
|  | Alemania       | 16             |                |    |             |                   |                   |  |                |                |
|  | Alemania       | 16             | 3 de agosto    |    |             |                   |                   |  |                |                |
|  |                |                | Canadá         | 15 |             |                   |                   |  |                |                |
|  | Canadá         | 21             | Canadá         | 15 |             |                   |                   |  |                |                |
|  | Canadá         | 21             | 5 de agosto    |    |             |                   |                   |  |                |                |
|  | Australia      | 10             |                |    |             |                   |                   |  |                |                |
|  | Australia      | 10             | Alemania       | 17 |             |                   |                   |  |                |                |
|  |                |                | Alemania       | 17 |             |                   |                   |  |                |                |
|  |                | España         | 16             |    |             |                   |                   |  |                |                |
|  |                | España         | 16             |    |             |                   |                   |  |                |                |
|  | 5 de agosto    |                |                |    |             |                   |                   |  |                |                |
|  |                |                |                |    |             |                   |                   |  |                |                |
|  | España (OT)    | 18             |                |    |             |                   |                   |  |                |                |
|  | España (OT)    | 18             | 3 de agosto    |    |             |                   |                   |  |                |                |
|  |                |                | Estados Unidos | 16 |             | Medalla de bronce | Medalla de bronce |  |                |                |
|  | Estados Unidos | 21             | Estados Unidos | 16 |             | Medalla de bronce | Medalla de bronce |  |                |                |
|  | Estados Unidos | 21             | 5 de agosto    |    |             |                   |                   |  |                |                |
|  | China          | 13             |                |    |             |                   |                   |  |                |                |
|  | China          | 13             | Canadá         | 13 |             |                   |                   |  |                |                |
|  |                |                |                |    |             |                   |                   |  |                |                |
|  | Estados Unidos | 16             |                |    |             |                   |                   |  |                |                |
|  | Estados Unidos | 16             |                |    |             |                   |                   |  |                |                |

### Clasificatoria
| 3 de agosto de 2024 | Canadá               | 21–10          | Australia            |                                                                                               |  |
| 21:30               |                      |                |                      |                                                                                               |  |
|                     | Estadísticas Bosch 9 | Resultados Pts | Estadísticas Maley 5 | Pabellón: Plaza de la Concordia, París Árbitros: Najib Chajiddine (FRA), Deanna Jackson (USA) |  |

| 3 de agosto de 2024 | Estados Unidos       | 21–13          | China                    |                                                                                            |  |
| 22:05               |                      |                |                          |                                                                                            |  |
|                     | Estadísticas Hamby 9 | Resultados Pts | Estadísticas Chen, Wan 4 | Pabellón: Plaza de la Concordia, París Árbitros: Markos Michaelides (SUI), Kim Ga-in (KOR) |  |

### Semifinales
| 5 de agosto de 2024 | España                    | 18–16          | Estados Unidos          |                                                                                            |  |
| 17:30               |                           |                |                         |                                                                                            |  |
|                     | Estadísticas Ygueravide 9 | Resultados Pts | Estadísticas van Lith 8 | Pabellón: Plaza de la Concordia, París Árbitros: Shi Qirong (CHN), Marek Maliszewski (POL) |  |

| 5 de agosto de 2024 | Alemania                   | 16–15          | Canadá                        |                                                                                              |  |
| 18:30               |                            |                |                               |                                                                                              |  |
|                     | Estadísticas Greinacher 11 | Resultados Pts | Estadísticas tres jugadoras 4 | Pabellón: Plaza de la Concordia, París Árbitros: Jasmina Juras (SRB), Najib Chajiddine (FRA) |  |

### Partido por la medalla de bronce
| 5 de agosto de 2024 | Canadá                    | 13–16          | Estados Unidos          |                                                                                           |  |
| 21:00               |                           |                |                         |                                                                                           |  |
|                     | Estadísticas K. Plouffe 5 | Resultados Pts | Estadísticas Van Lith 6 | Pabellón: Plaza de la Concordia, París Árbitros: Najib Chajiddine (FRA), Shi Qirong (CHN) |  |

### Partido por la medalla de oro
| 5 de agosto de 2024 | Alemania                  | 17–16          | España                  |                                                                                                 |  |
| 22:00               |                           |                |                         |                                                                                                 |  |
|                     | Estadísticas Greinacher 5 | Resultados Pts | Estadísticas Camilión 6 | Pabellón: Plaza de la Concordia, París Árbitros: Edmond Ho (HKG), Brigitta Csabai-Kaskötő (HUN) |  |

## Clasificación final
| Clasificación | Equipo         |
| ------------- | -------------- |
|               | Alemania       |
|               | España         |
|               | Estados Unidos |
| 4             | Canadá         |
| 5             | Australia      |
| 6             | China          |
| 7             | Azerbaiyán     |
| 8             | Francia        |